# The Wilds (Ohio)
Koordinaten: 39° 49′ 45,9″ N, 81° 43′ 59,1″ W
The Wilds ist ein Safaripark, der sich in Cumberland, ca. 100 Kilometer östlich von Columbus im Guernsey County im US-Bundesstaat Ohio befindet. Der Park ist Mitglied bei der Association of Zoos and Aquariums (AZA).

## Geschichte
1984 wurde The Wilds mit der Bezeichnung The International Center for the Preservation of Wild Animals, Inc.  (ICPWA) als Nonprofit-Organisation gegründet. Als Partner firmierten das Ohio Departments of Natural Resources and Development sowie die Zoos in Ohio und private Organisationen. Das gut 3700 Hektar große Gelände war ein Geschenk der Central Ohio Coal Company. Im Jahr 1990 begannen die Arbeiten für den Bau von Anlagen für Tiere. Als erste Bewohner wurden 1992 einige Przewalski-Pferde eingesetzt. The Wilds öffnete 1994 offiziell für die Öffentlichkeit. In den folgenden Jahren wurden weitere Tiere hinzugefügt. Im Jahr 2001 begann The Wilds eine Partnerschaft mit dem Columbus Zoo and Botanical Garden. Dies gipfelte im Abschluss eines strategischen Visionsplans im Jahr 2005 (Strategic Vision Plan 2005), der die zukünftige Entwicklung von The Wilds aufzeichnete.

## Anlagenkonzept und Tierbestand
Auf dem weiträumigen Parkgelände werden schwerpunktmäßig Tiere gehalten, die Steppenlandschaften bewohnen, dazu zählen Amerikanischer Bison, mehrere Antilopenarten, Giraffen, Zebras, Afrikanischer Strauß, Gepard, Breitmaulnashorn, Afrikanischer Wildhund, Rothund und Asiatischer Esel.
Das Safarigelände ist außerordentlich abwechslungsreich. Es besteht aus weiten, offenen Steppen, kleinen Waldabschnitten, bergigen und felsigen Bereichen sowie einer Vielzahl an kleinen Teichen und Seen. Besuchern ist es nicht gestattet, mit ihren eigenen Personenkraftwagen selbst über das Gelände zu fahren. Auf einem außerhalb liegenden Parkplatz werden die privaten Pkws abgestellt. Zu Fuß oder mit einem Shuttlebus wird dann der Eingang zum Safariparkgelände erreicht. Dort stehen gegen eine Gebühr offene Safaribusse bereit, die die Besucher zu den einzelnen Tieranlagen führen. Wegen der Größe des Geländes dauert eine solche Tour zuweilen mehrere Stunden. Parkmitarbeiter geben Informationen zu den verschiedenen Arten und versorgen einige mit Futter. Der Safaripark ist zwischen Mai und Oktober täglich für Besucher geöffnet.

## Arterhaltungs-, Zucht- und Schutzprogramme
Die Erhaltung gefährdeter Arten ist ein wesentliches Anliegen des Safariparks. The Wilds beteiligt sich an mehreren Naturschutzprojekten auf der ganzen Welt und arbeitet eng mit vielen weiteren Zoos und Naturschutzorganisationen zusammen, um die Individuenzahl gefährdeter und bedrohter Arten zu erhöhen. The Wilds verfolgt beispielsweise folgende Projekte:

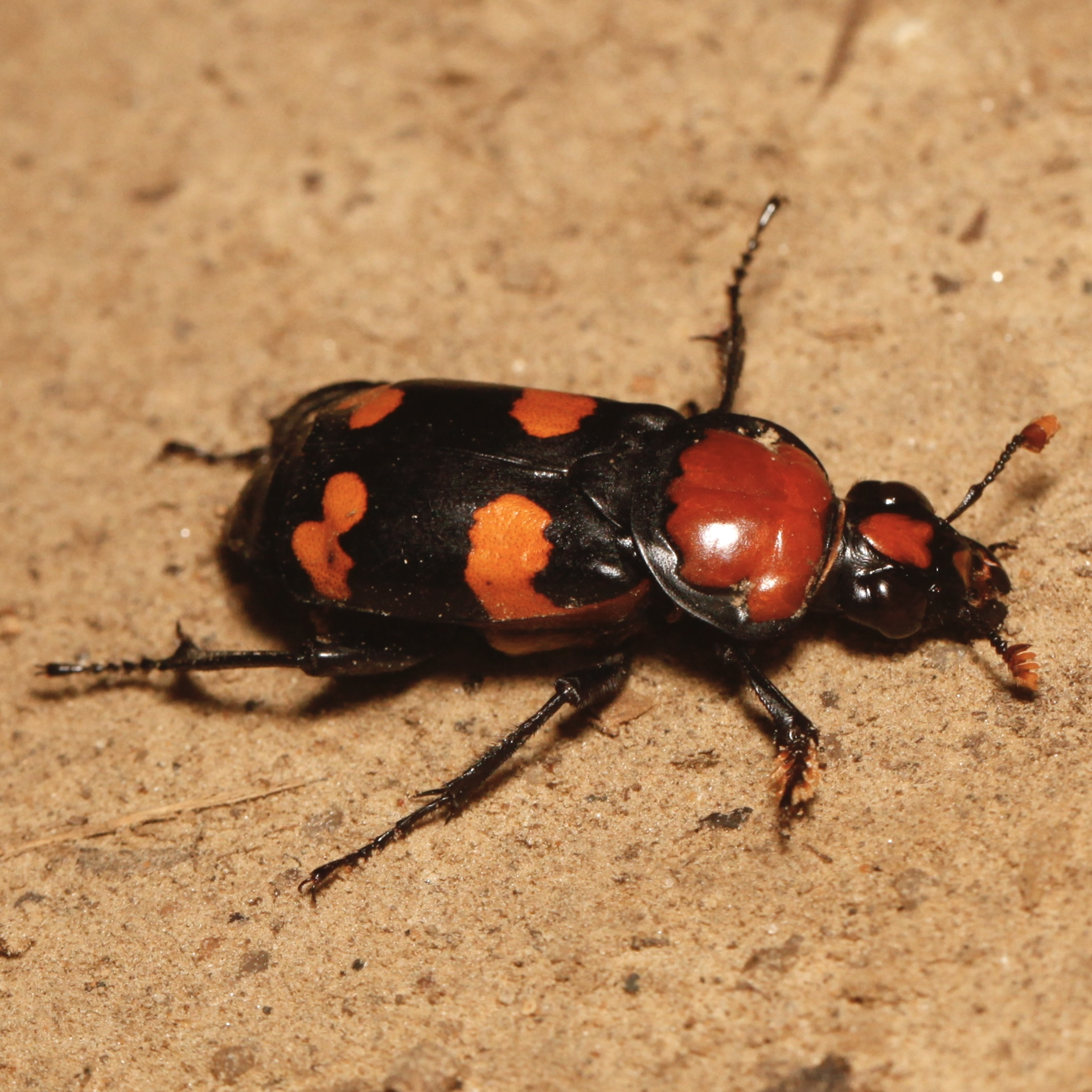
N. americanus

American Burying Beetle: Der zu den Totengräberkäfern zählende Nicrophorus americanus war seit den 1970er Jahren aufgrund von Lebensraumverlust durch Urbanisierung und Mangel an kleinen Kadavern, Klimaveränderungen, sowie dem Einsatz von Pestiziden in der Landwirtschaft in Ohio ausgestorben und nur noch in wenigen anderen amerikanischen Bundesstaaten sehr lokal und selten zu finden. Die Art wird deshalb von der Weltnaturschutzorganisation IUCN als „critically endangered = vom Aussterben bedroht“ geführt. The Wilds hat es sich zur Aufgabe gemacht, die Art in ihren ursprünglichen Lebensräumen in Ohio wieder anzusiedeln. Im Jahr 2022 wurden 30 der Käfer in Nebraska in Partnerschaft mit dem Cincinnati Zoo and Botanical Garden gesammelt. Diese Tiere produzierten über Tausend Nachkommen, von denen ein Großteil freigelassen werden konnte. Die verbleibenden Individuen dienten als Grundstock für weitere Zuchten, die seitdem erfolgreich in The Wilds sowie dem Cincinnati Zoo and Botanical Garden durchgeführt werden. Dadurch sind weitere Auswilderungen auch zukünftig möglich.
Hellbender: Die als Eastern Hellbender (Cryptobranchus alleganiensis alleganiensis) bezeichnete östliche Unterart des Schlammteufels ist Anfang der 2000er Jahre in Ohio und West Virginia dramatisch zurückgegangen. Eine landesweite Anstrengung, diesen Trend umzukehren, wird von der Ohio Hellbender Partnership geleitet, zu der neben The Wilds auch der Columbus Zoo and Botanical Garden, weitere Zoos in Ohio, die Ohio State University sowie akademische und staatliche Organisationen gehören. Sowohl The Wilds als auch der Columbus Zoo zieht junge Schlammteufel aus Eiern auf, die aus der Natur entnommen wurden. Die Teams überwachen die Entwicklung und markieren sie, bevor sie wieder in ihre Heimatbereiche entlassen werden. Besucher haben die Möglichkeit, durch Fensterscheiben einen Blick in die Zuchtstation des auf dem Parkgelände befindliche Hellbender Conservation Centers zu werfen.
Birds at The Wilds: The Wilds wird von der National Audubon Society als wichtiges Vogelschutzgebiet anerkannt, das für Graslandschaften bewohnende Arten von Ohio wichtig ist. Im Besonderen werden Forschungen an Buntfalken, Hüttensängern, Sumpfschwalben, Hauszaunkönigen und Schleiereulen durchgeführt. Für alle diese Arten werden auf dem Gelände viele Nistkästen aufgestellt, die auch in unterschiedlicher Anzahl von den Arten angenommen wurden und zu Zuchterfolgen führten. Jungvögel werden, wenn möglich beringt.
Weitere wesentliche Arterhaltungs-, Zucht- und Schutzprogramme betreffen den Erhalt der verbliebenen Herden des Amerikanischen Bisons und die damit einhergehende Bewahrung der Prärielandschaften in Nordamerika. Rund 225 Hektar Prärie auf dem Gelände von The Wild wurden zum Schutzgebiet erklärt. Dies soll auch dem in den Vereinigten Staaten im Rückgang begriffenen Reisstärling (Dolichonyx oryzivorus) einen sicheren Lebensraum bieten. Außerdem engagiert sich The Wilds an der Wiederansiedlung von Säbelantilopen in ihren ursprünglichen Lebensräumen in Afrika.

## Galerie
Die nachfolgende Bildauswahl zeigt einige Tiere aus dem Safaripark The Wilds:

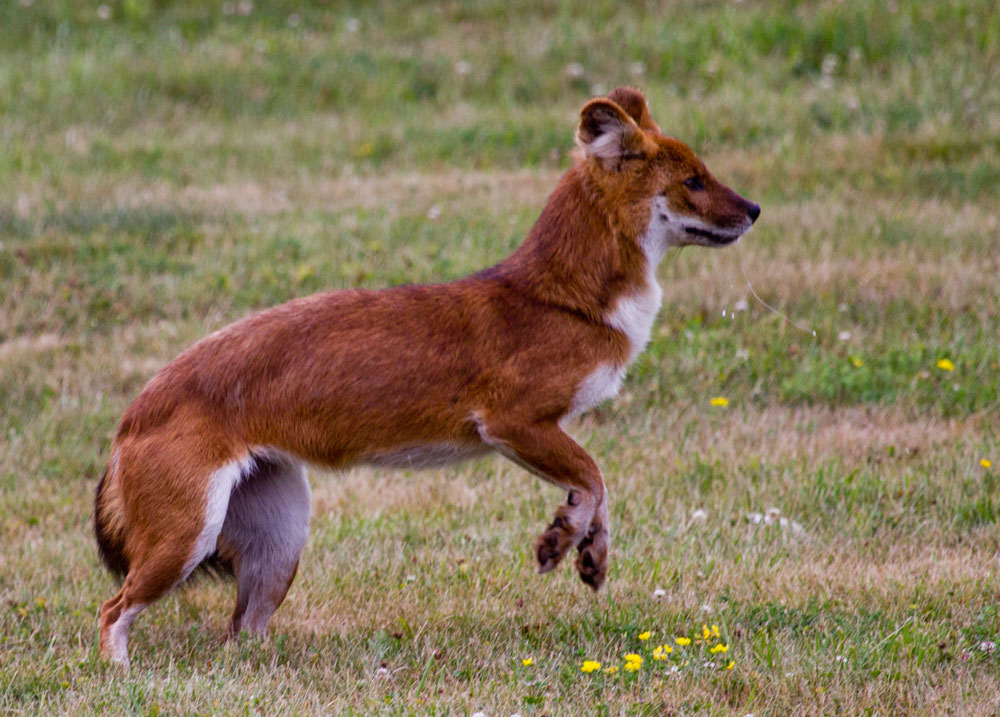
Rothund
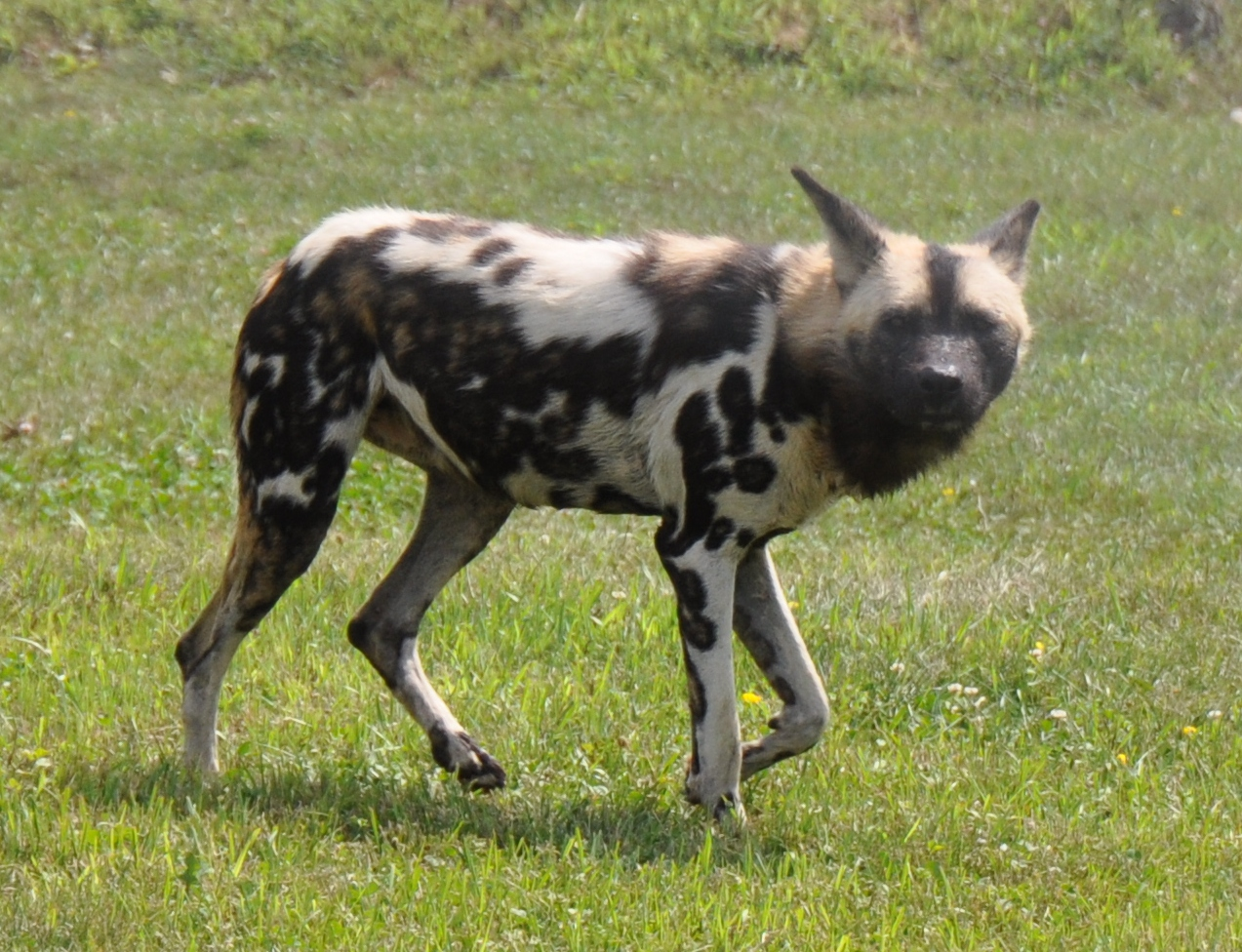
Afrikanischer Wildhund
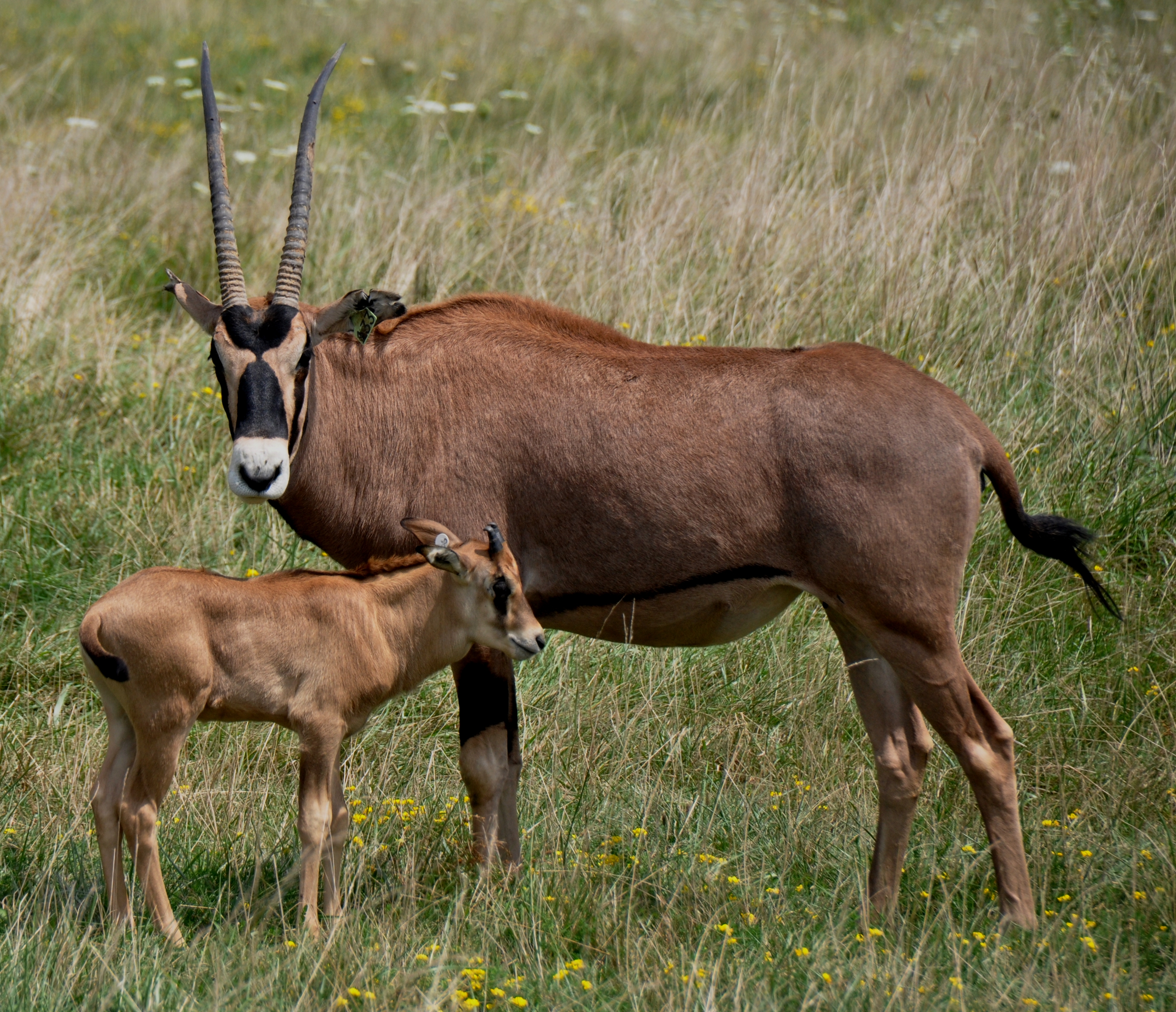
Beisa-Oryx mit Jungtier
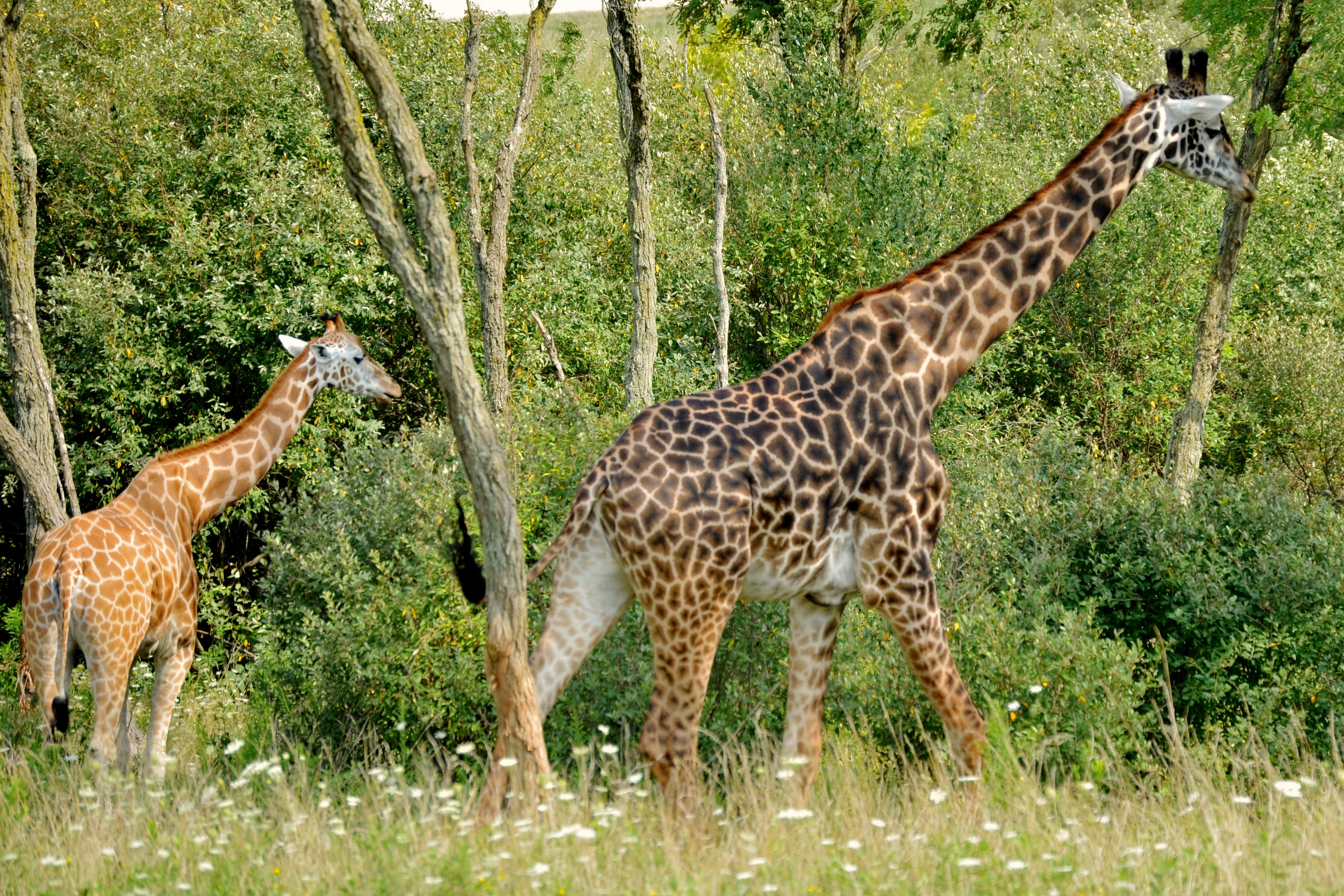
Rothschild Giraffen
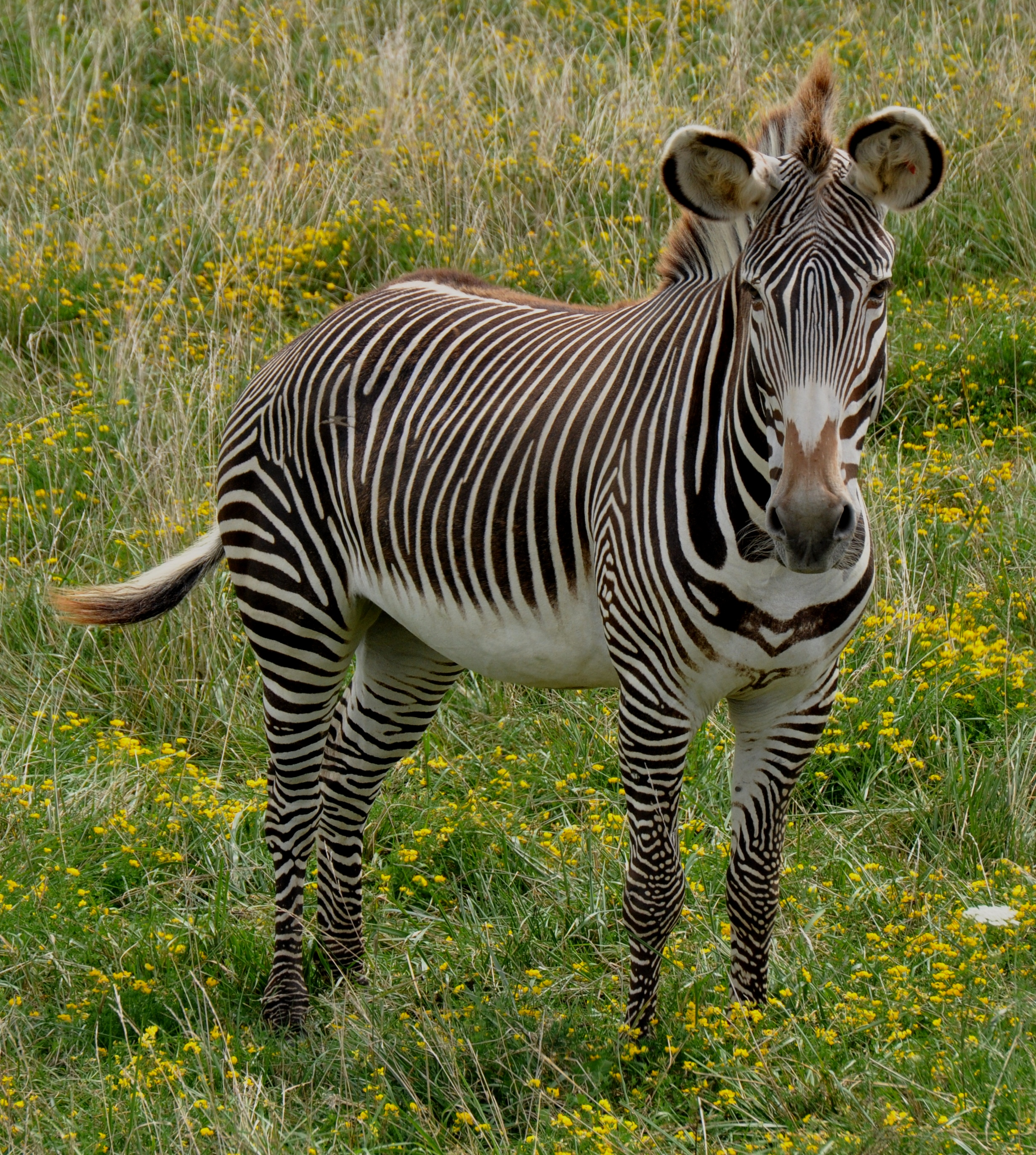
Grevyzebra
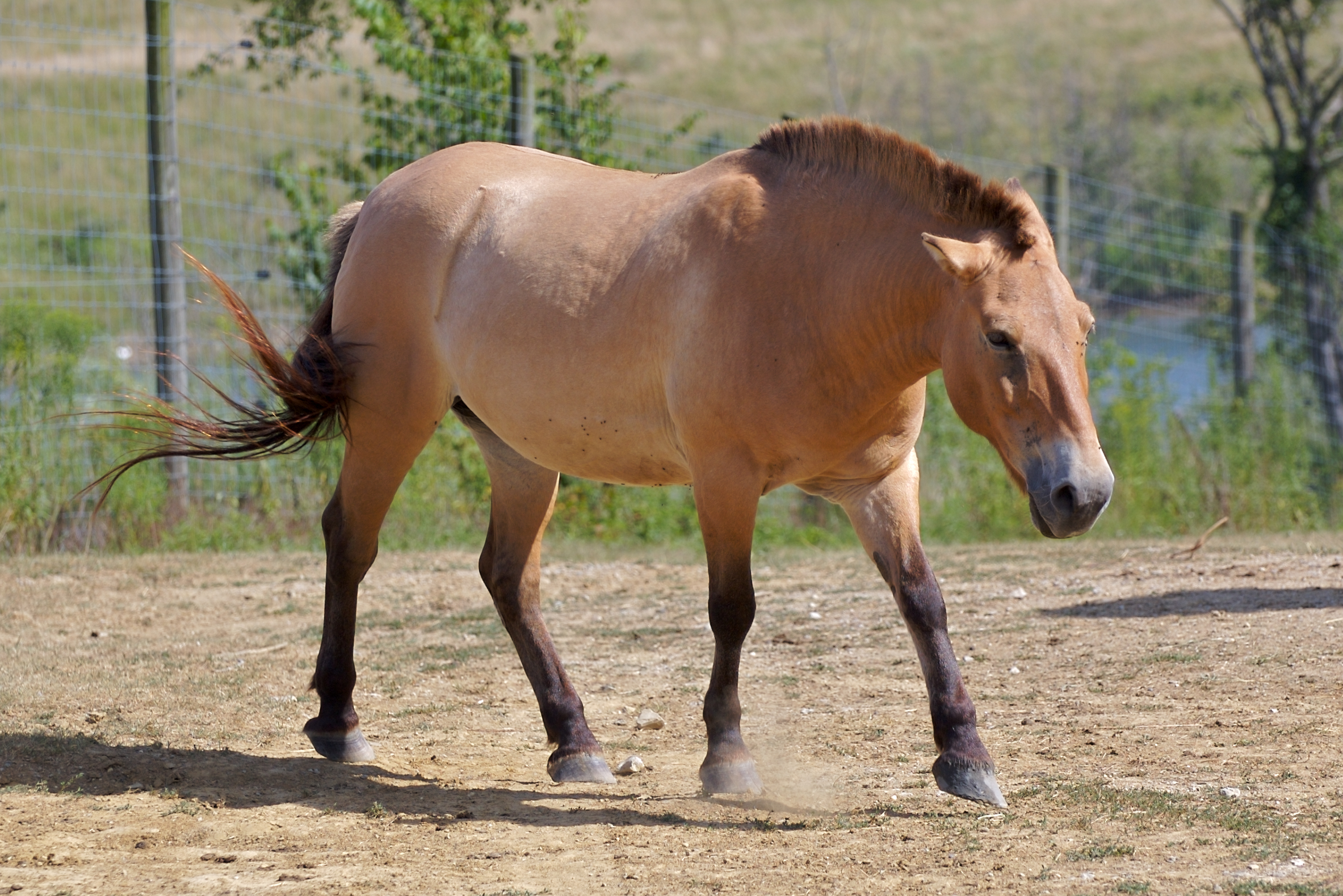
Przewalski-Pferd
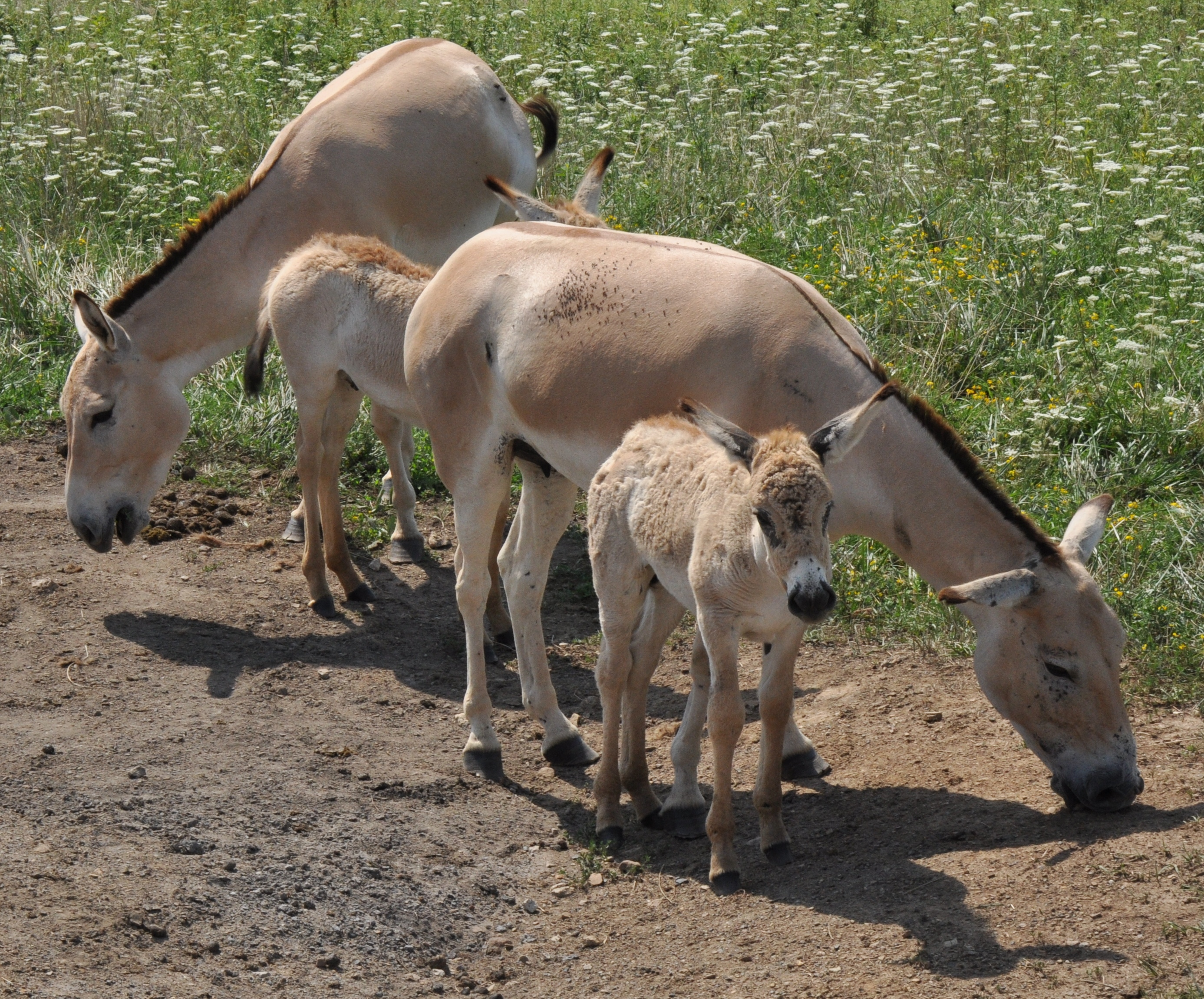
Asiatische Esel

## Trivia
Die in Neuseeland und Australien gedrehte US-amerikanische Dramaserie The Wilds hat keinerlei Bezug zum Safaripark The Wilds in Ohio.